# اچ‌ام‌اس آرگوس (آی۴۹)
اچ‌ام‌اس آرگوس (آی۴۹) (به انگلیسی: HMS Argus (I49)) یک کشتی بود که طول آن ۵۶۵ فوت (۱۷۲٫۲ متر) بود. این کشتی در سال ۱۹۱۷ ساخته شد.
اچ‌ام‌اس ارگوس، نخستین ناو هواپیمابر با عرشه پرواز صاف بود.
به عنوان نشانه ای از سرعت باورنکردنی پیشرفت فناوری نظامی، تنها هشت سال پس از فرود یوجین الی روی یک کشتی جنگی، اچ‌ام‌اس آرگوس (HMS Argus) به عنوان نخستین ناو هواپیمابر با عرشه پرواز بدون مانع نام خود را مطرح کرد.